# Центурион

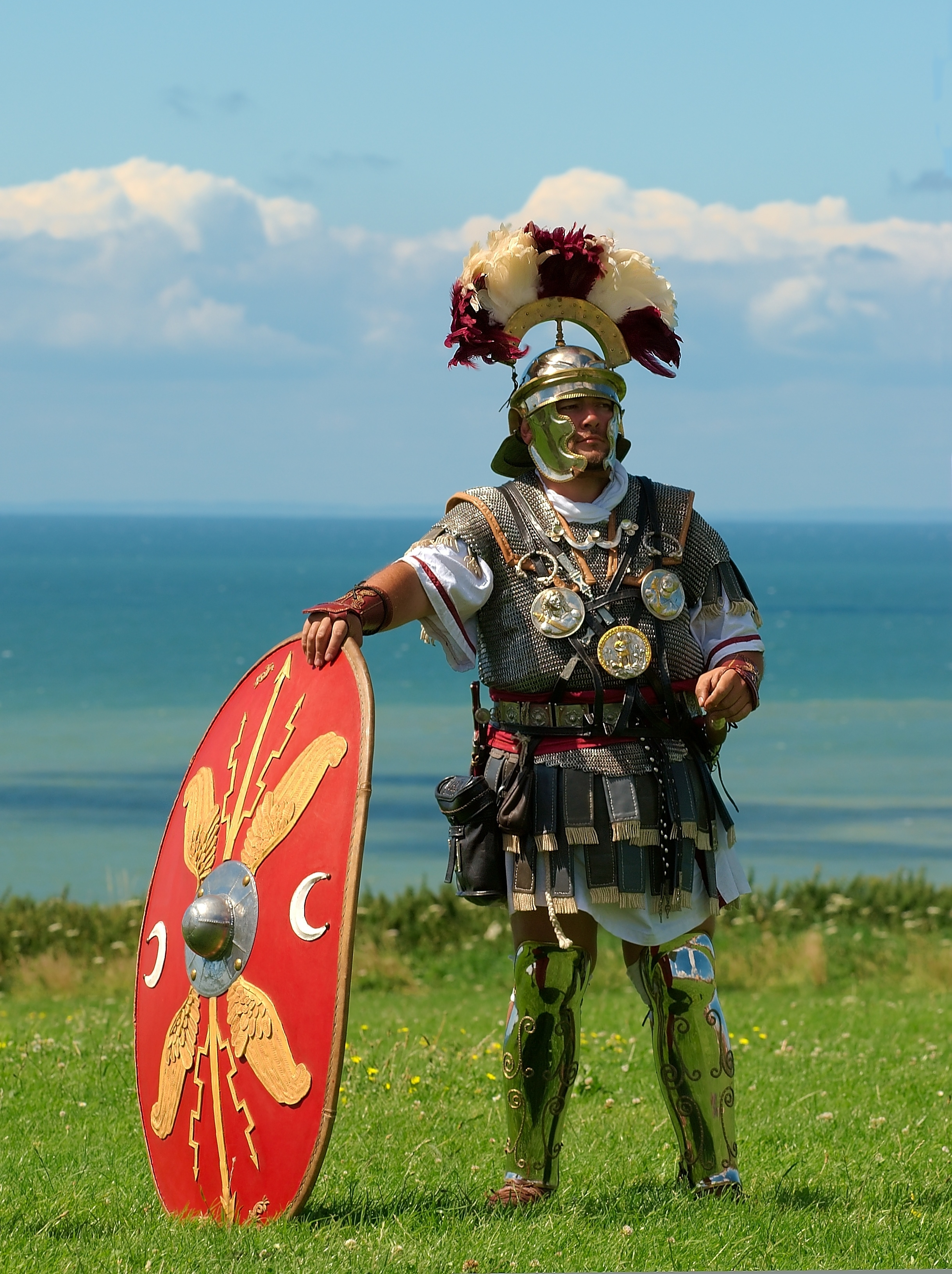
Современная реконструкция

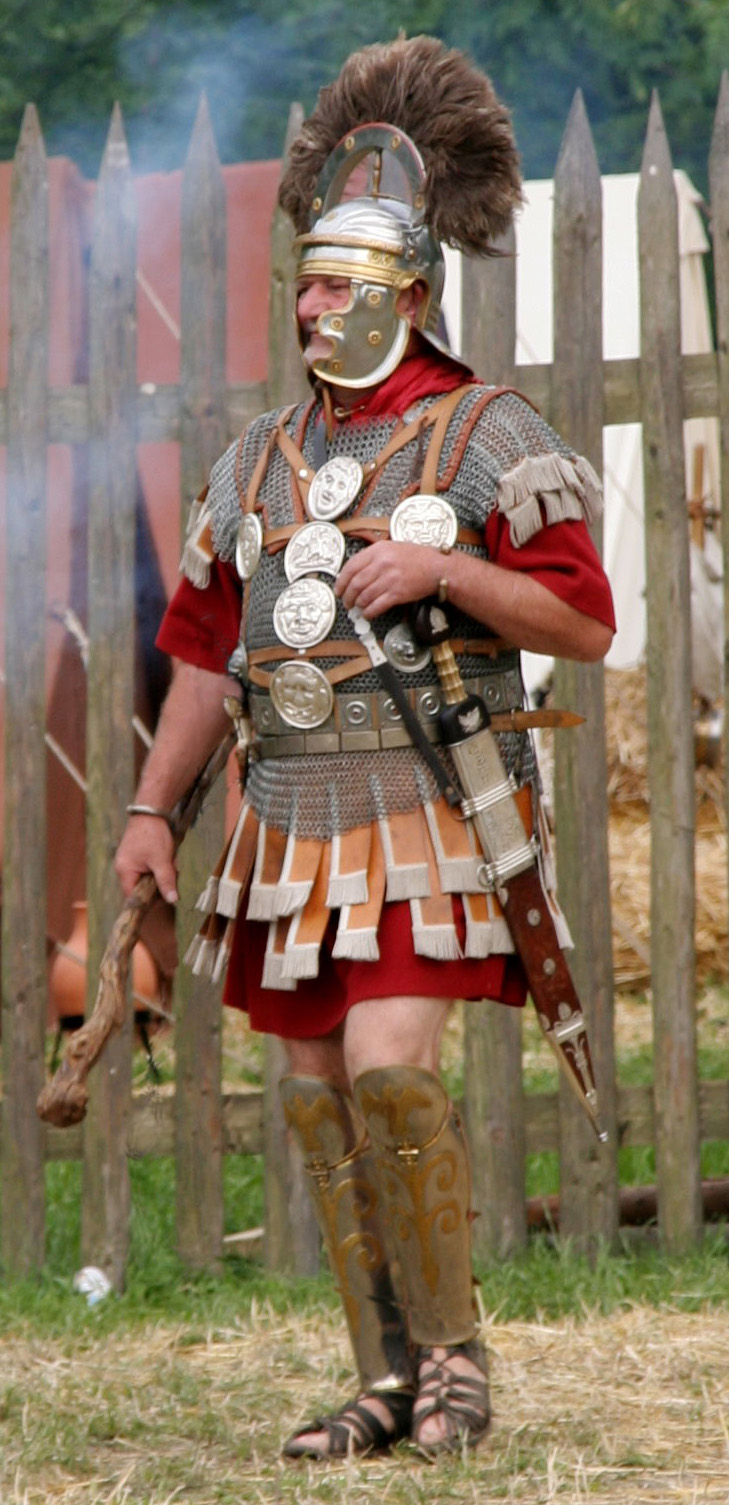
Римский центурион, современная реконструкция в Булони, Франция.

Центурио́н (лат. centurio — со́тник; в классическую эпоху произносилось: кенту́рио; др.-греч. κεντυρίων, κεντυρίωνος — «кентури́он, кентури́онос», церк.-слав. кентѵриѡ́нъ) в римской армии — командир центурии; центурионы высшего ранга командовали также более крупными подразделениями (манипула, когорта, вексилляция).

## Внешние отличия
Отличительными признаками центуриона были шлем с поперечным волосяным или перьевым гребнем (для ориентирования солдат в бою) и посеребренные поножи (ocrea), которые рядовые солдаты уже давно не использовали. Панцирь (кольчужный или чешуйчатый), надеваемый поверх кожаного поддоспешника с птеригами (прямоугольными фестонами на плечах и бёдрах с бахромой на концах), обычно украшался наградными бляхами (фалерами), крепившимися на перекрещенных ремнях. В строю (вне боя), на походе и в лагере центурион постоянно носил палку (vitis) из виноградной лозы, как знак и орудие своей власти. Щит центурион использовал такой же, как и рядовые легионеры (scutum), но носил его только непосредственно в бою, по этой причине меч (gladius) носился на левом боку, а не на правом, как у простых легионеров. На правом боку размещался кинжал (pugio). Вся экипировка и вооружение центурионов богато украшалась золочением, серебрением, чеканкой и эмалированной инкрустацией. В бою центурион занимал место в первом ряду, на правом фланге своей центурии.

## Иерархия центурионов
В легионе было 60 центурионов. При первоначальном построении легиона фалангой центурион командовал подразделением, не имевшим самостоятельного тактического значения. После введения манипулярного строя (конец IV в. до н. э.) один центурион, prior («передний»), стал командовать на правом, другой, posterior («задний») — на левом фланге манипулы, состоявшей из двух центурий; правофланговый центурион считался старшим, что видно и из названий. Кроме этого, положение центурионов различалось в зависимости от принадлежности их к роду легионеров: был ли это центурион элитной манипулы пилов, иначе триариев (наиболее старых и опытных воинов, стоявших в третьей линии); манипулы гастатов (молодых воинов первой линии); манипулы принципов (воинов второй линии). После реформ Гая Мария основной тактической единицей стала когорта; в когорте насчитывалось 6 центурий, всех когорт в легионе было 10. А так как из трёх манипул когорты одна по-прежнему называлась «пилус», другая «принцип», а третья «гастат» (различались они местом в строю, но уже не составом и не вооружением) — то в результате и среди центурионов сформировалась жёсткая иерархия, при которой старшим был первый центурион (prior) пилуса, командовавший всей когортой, затем шел первый центурион принципов, затем гастатов, затем вторые центурионы (posteriores) пилуса, принципов и гастатов. С другой стороны, между когортами также существовала иерархия, определявшаяся их номером в легионе. Таким образом, старшим центурионом легиона был первый центурион пилуса первой когорты, носивший наименование «примипил» (лат. primus pilus, или primipilus), а самым младшим — второй центурион гастатов X когорты:
- Cohors I.
  - Primus pilus.
  - Centurio I princeps prior (princeps praetorii).
  - Centurio I hastatus prior.
  - Centurio I pilus posterior.
  - Centurio I princeps posterior.
  - Centurio I hastatus posterior.
- Cohors II.
  - Centurio II pilus prior.
  - Centurio II princeps prior.
  - Centurio II hastatus prior.
  - Centurio II pilus posterior.
  - Centurio II princeps posterior.
  - Centurio II hastatus posterior.

…………………………..
- Cohors X.
  - Centurio X pilus prior.
  - Centurio X princeps prior.
  - Centurio X hastatus prior.
  - Centurio X pilus posterior.
  - Centurio X princeps posterior.
  - Centurio X hastatus posterior.

Примипил фактически являлся помощником командира легиона, занимая положение после легата и шести военных трибунов (при Империи также добавилась должность префекта лагеря); в строю он располагался рядом с легионным штандартом (орлом); он имел право участия в военном совете, как впрочем и другие центурионы первой когорты (primi ordines — первого ранга), которым давались ответственные поручения, например, командование самостоятельными отрядами (вексилляциями). Эти центурионы и по штату командовали значительным количеством людей (примипил — 400, центурионы более низких рангов — 200, 150 и 100). Вообще же центурионы первых пяти когорт (то есть когорт, составлявших в бою первую линию) считались центурионами высшего ранга (superiori ordines), в противоположность центурионам низшего ранга (inferiori ordines). Во времена Империи должность второго центуриона пилуса первой когорты была ликвидирована, перейдя к примипилу. Вторым по значению после примипила был приор принципов, иначе princeps praetorii, который занимался главным образом административными делами легиона. Заслуженный примипил, со своей стороны, во времена Империи мог получить всадническую должность, прежде всего, префекта лагеря.
Следует отметить, что, кроме штатных командиров центурий, были и сверхштатные центурионы (centuriones supernumerarii), использовавшиеся, видимо, для особых административных поручений.

## Карьера центуриона
Центурион делал карьеру, последовательно продвигаясь по ступенькам иерархии до примипила. Позднеримский автор Вегеций сообщает (II, 21), что для продвижения в примипилы следовало «по порядку пройти все должности по когортам в различных отделах». Поэтому обычно считается, что для продвижения в примипилы было необходимо пройти все 60 ступеней. Однако сомнительно, чтобы кого-то могло привлечь «повышение» из командира одной когорты в младшие центурионы другой, хотя бы и высшей по номеру. Делаются предположения, что сначала центурион проходил лестницу постериорских, а затем — приорских должностей. Но и в этом случае для того, чтобы пройти 60 ступеней за 20 лет, следовало менять центурию каждые 4 месяца, что едва ли может способствовать боеспособности армии. Приходится признать, что конкретный порядок центурионской карьеры нам неизвестен. Известно лишь, что в примипилы выходили к 40-50 годам, то есть после 10-20 лет службы в центурионских должностях.

## Положение центурионов
Центурионы назначались полководцем, как правило, из известных ему лично наиболее опытных солдат; центурион не мог быть моложе 30 лет. Назначенный центурион в свою очередь выбирал себе помощника — опциона (opcio). С профессионализацией армии после реформы Мария, опционы стали назначаться командующим. Жалование центуриона в 2-3 раза превышало жалование солдат. Центурионов можно сравнить с командирами рот и батальонов, а примипила, командовавшего когортой увеличенной численности — и с командиром полка. Однако по социальному положению и обязанностям они походили на сержантов или старшин. Центурионы были кадровыми военными, тогда как должности легатов и трибунов были, в современных терминах, «политическими»: их занимали по выборам или по назначению полководца представители сенаторского и всаднического сословий. Поэтому именно на плечи центурионов ложились все обязанности по организации повседневной жизни легиона, военному обучению и т. д. Особенно это верно для времени Республики, когда легион не имел постоянного командующего, и командирами считались трибуны — молодые люди из знати, таким образом начинавшие свою политическую карьеру. Центурионы нередко злоупотребляли своей неограниченной властью (даже тому, кто попытался защититься от удара центуриона, грозила смертная казнь) — и вымогали у солдат деньги: за отпуска, за освобождение от лагерных работ, вообще по всякому поводу. Тацит, в частности, упоминает о центурионе, носившем прозвище «Cedo Alteram» («Подай другую!») — его присвоили после того, как он сломал свою палку о спину провинившегося легионера; в конце концов он был убит солдатами во время мятежа.

## Требования к центуриону по Вегецию
В центурионы должен выбираться человек большой физической силы, высокого роста, умеющий ловко и сильно бросать копья и дротики, постигший искусство сражаться мечом или манипулировать щитом, который вполне усвоил искусство владения оружием, бдительный, выдержанный, подвижный, более готовый исполнять, что ему прикажут, чем разговаривать (об этом), умеющий держать в дисциплине своих товарищей по палатке, побуждать к военным упражнениям, заботящиеся о том, чтобы они были хорошо одеты и обуты, чтобы оружие у них всех было хорошо вычищено и блестело. (Вегеций, II 14).

## Центурионы в Христианстве
В Христианской церкви известными центурионами являются:
- Корнилий, сотник,
- Лонгин Сотник.
- Гордий (мученик)
- Акакий (мученик)